# Macrostomus
Macrostomus es un género de insectos dípteros perteneciente a la familia de los empídidos.

## Especies
Este género contiene las siguientes especies:
- M. abdominalis Bezzi, 1905[1]
- M. acreanus Rafael and Cumming, 2015[2]
- M. albicaudatus Rafael and Cumming, 2015[2]
- M. alpinus Rafael & Cumming, 2006[3]
- M. amazonensis Rafael and Cumming, 2015[2]
- M. apicalis Bezzi, 1909[4]
- M. arcucinctus Bezzi, 1909[4]
- M. argyrotarsis Bezzi, 1909[4]
- M. barueri Smith, 1962[5]
- M. ciliaticosta Rafael & Cumming, 2006[3]
- M. cysticercus Smith, 1963[6]
- M. digitatus Smith, 1962[5]
- M. distinctipennis Smith, 1962[5]
- M. divisus Smith, 1962[5]
- M. dolichocerus Bezzi, 1905[1]
- M. dolichopterus Bezzi, 1909[4]
- M. falcatus Rafael and Marques, 2019[7]
- M. fasciventris (Curran, 1931)
- M. ferrugineus (Fabricius, 1805)
- M. flavus Rafael and Cumming, 2009[8]
- M. fulvithorax Curran, 1931
- M. furcatus Rafael and Cumming, 2009[8]
- M. fuscithorax Rafael and Cumming, 2009[8]
- M. fusciventris Rafael and Cumming, 2009[8]
- M. grallatrix Bezzi, 1909[4]
- M. inflatus Rafael and Cumming, 2012[9]
- M. juri Smith, 1962[5]
- M. limbipennis Bezzi, 1909[4]
- M. lineatus Rafael & Cumming, 2006[3]
- M. longipennis Rafael and Cumming, 2009[8]
- M. macerrimus Bezzi, 1909[4]
- M. manauara Rafael and Cumming, 2010[10]
- M. melanothorax Rafael and Cumming, 2009[8]
- M. montanus Rafael and Marques, 2019[7]
- M. mundurucu Smith, 1962[5]
- M. mura Smith, 1962[5]
- M. nigriventris Macquart, 1846
- M. nitidus Rafael and Cumming, 2012[9]
- M. occidentalis Rafael & Cumming, 2006[3]
- M. orthoneura Bezzi, 1905[1]
- M. pacaraima Rafael and Cumming, 2010[10]
- M. palliatus (Coquillett, 1902)[11]
- M. paraiba Rafael and Cumming, 2015[2]
- M. penai Rafael & Cumming, 2006[3]
- M. perpulchrus Bezzi, 1909[4]
- M. pictipennis Bezzi, 1909[4]
- M. pulchriventris Bezzi, 1905[1]
- M. rodriguezi Rafael and Marques, 2019[7]
- M. rotundipennis Bezzi, 1905[1]
- M. seticauda Smith, 1963[6]
- M. smithi Rafael and Cumming, 2010[10]
- M. tarsalis Rafael & Cumming, 2006[3]
- M. trifidus Rafael and Marques, 2019[7]
- M. trilineatus Rafael and Marques, 2019[7]
- M. trombetensis Rafael and Cumming, 2015[2]
- M. utinga Rafael and Cumming, 2010[10]
- M. variseta Smith, 1962[5]
- M. wiedemanni Smith, 1962[5]
- M. xavieri Rafael and Cumming, 2015[2]